# Varanidae
Varanidae é uma família de grandes lagartos na sua maioria carnívoros, que contém apenas o género Varanus. Os varanídeos recebem o nome popular de varano ou lagarto-monitor. O grupo inclui o maior lagarto vivo atualmente: o dragão-de-komodo.
Os varanos são lagartos de grandes dimensões, carnívoros ou frugívoros (pelo menos a espécie V. bitatawa é frugívera) e extremamente agressivos. Têm um metabolismo rápido, tendo em conta que são répteis, e sentidos de visão e olfacto bastante apurados. A maioria das espécies pode deslocar-se com bastante rapidez. Os varanos são considerados como o grupo mais diferenciado dentro dos lagartos.
Em tempos pré-históricos os varanídeos incluíam também espécies marinhas, e podem ser parentes próximos dos gigantescos mosassauros, lagartos gigantes que aterrorizavam os mares do período Cretáceo.

## Algumas espécies
- Dragão-de-komodo (Varanus komodoensis)  (Ouwens, 1912)
- Varanus griseus (Daudin, 1804)
- Varano-malaio (Varanus salvator) (Laurenti, 1768)
- Varano-gigante (Varanus giganteus) (Gray, 1845)
- Varanus acanthurus (Boulenger, 1885)
- Varanus albigularis (Daudin, 1802)
- Varanus beccarii (Doria, 1874)
- Varanus bengalensis (Daudin, 1802)
- Varanus exanthematicus (Bosc, 1972)
- Varanus gouldii (Gray, 1838)
- Varanus niloticus (Linnaeus, 1766)
- Varanus prasinus (Schlegel, 1839)
- Varanus salvadorii (Peters and Doria, 1878)
- Varanus timorensis (Gary, 1831)
- Varanus bitatawa Welton, Siler, Bennett, Diesmos, Duya, Dugay, Rico, Van Weerd, & Brown, 2010

### Espécies extintas
- Megalania (Varanus priscus) (Owen, 1859)
- Palaeosaniwa canadensis (Gilmore, 1928)

- Commons
- Wikispecies